# Inundações em Haiderabade em 2020
As inundações em Haiderabade em 2020 ocorreram em 14 de outubro de 2020, quando fortes chuvas causadas pela Depressão Profunda BOB 02 resultaram em enchentes em muitas áreas de Haiderabade, causando a morte de pelo menos 81 pessoas. Em 18 de outubro de 2020, outra circulação ciclônica causou mais inundações em Haiderabade, matando mais duas pessoas.

## História meteorológica

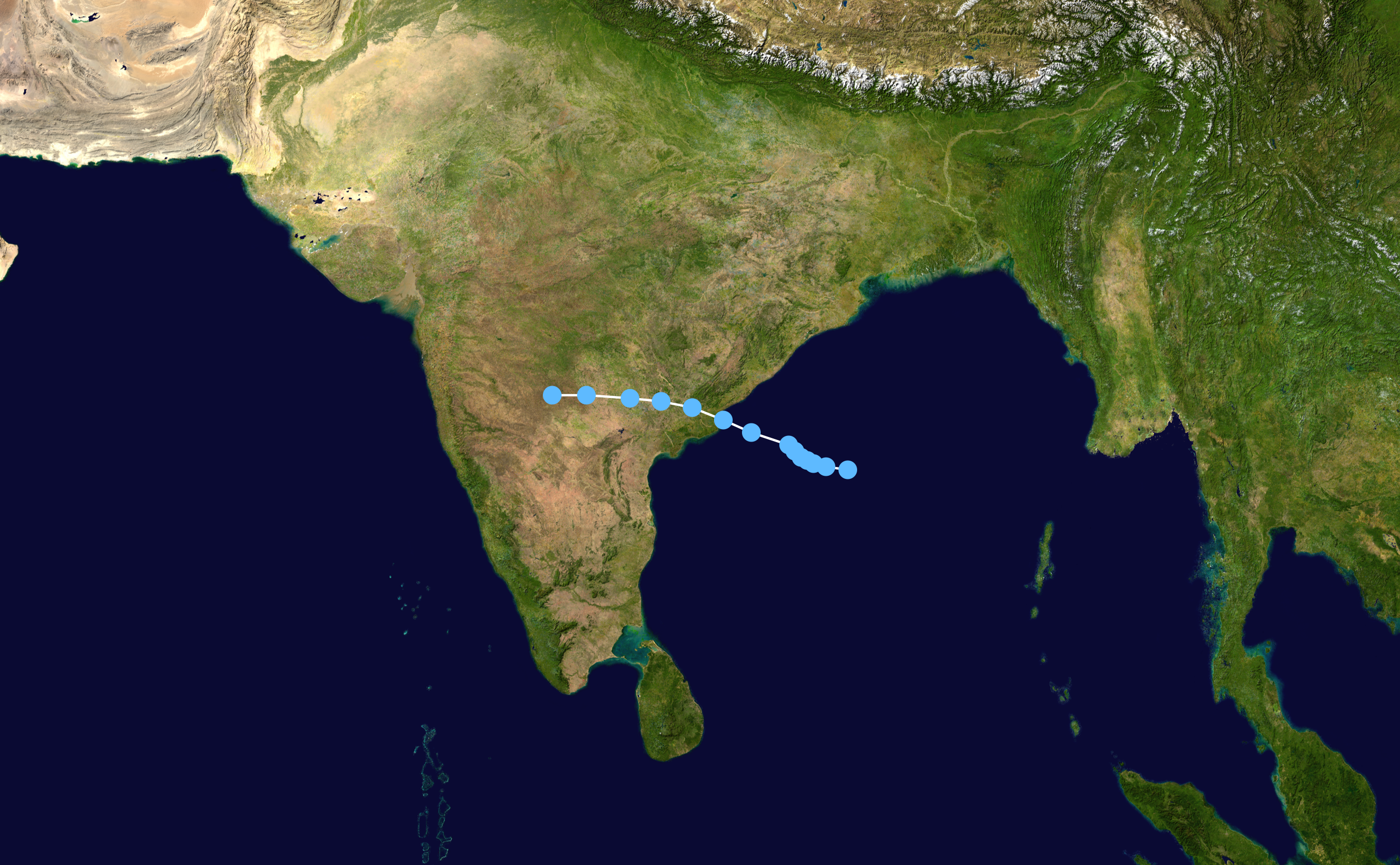
Mapa traçando a trilha e a intensidade da tempestade, de acordo com a escala Saffir-Simpson

Em 11 de outubro, uma área de baixa pressão concentrou-se em uma depressão no centro-oeste do Golfo de Bengala. Ela se intensificou ainda mais em uma depressão profunda em 12 de outubro, enquanto se movia lentamente para oeste-noroeste. Depois disso, o BOB 02 atingiu o continente em Andra Pradexe, perto de Kakinada, nas primeiras horas de 13 de outubro e enfraqueceu novamente em uma depressão. O sistema enfraqueceu em uma área de baixa pressão bem marcada no centro-sul de Maarastra na noite de 14 de outubro. Embora a circulação de baixo nível do sistema tenha sido parcialmente exposta devido ao forte cisalhamento do vento vertical e à interação contínua do solo, o Centro Conjunto de Avisos de Tufão emitiu novamente um aviso de ciclone tropical em 15 de outubro. O Departamento Meteorológico da Índia também previu que o BOB 02 seria reintensificado no Mar Arábico. A área de baixa pressão intensificou-se para a Depressão ARB 03 nas primeiras horas de 17 de outubro. A depressão prolongou a temporada de monções do sudoeste em quase uma semana.

## Impacto

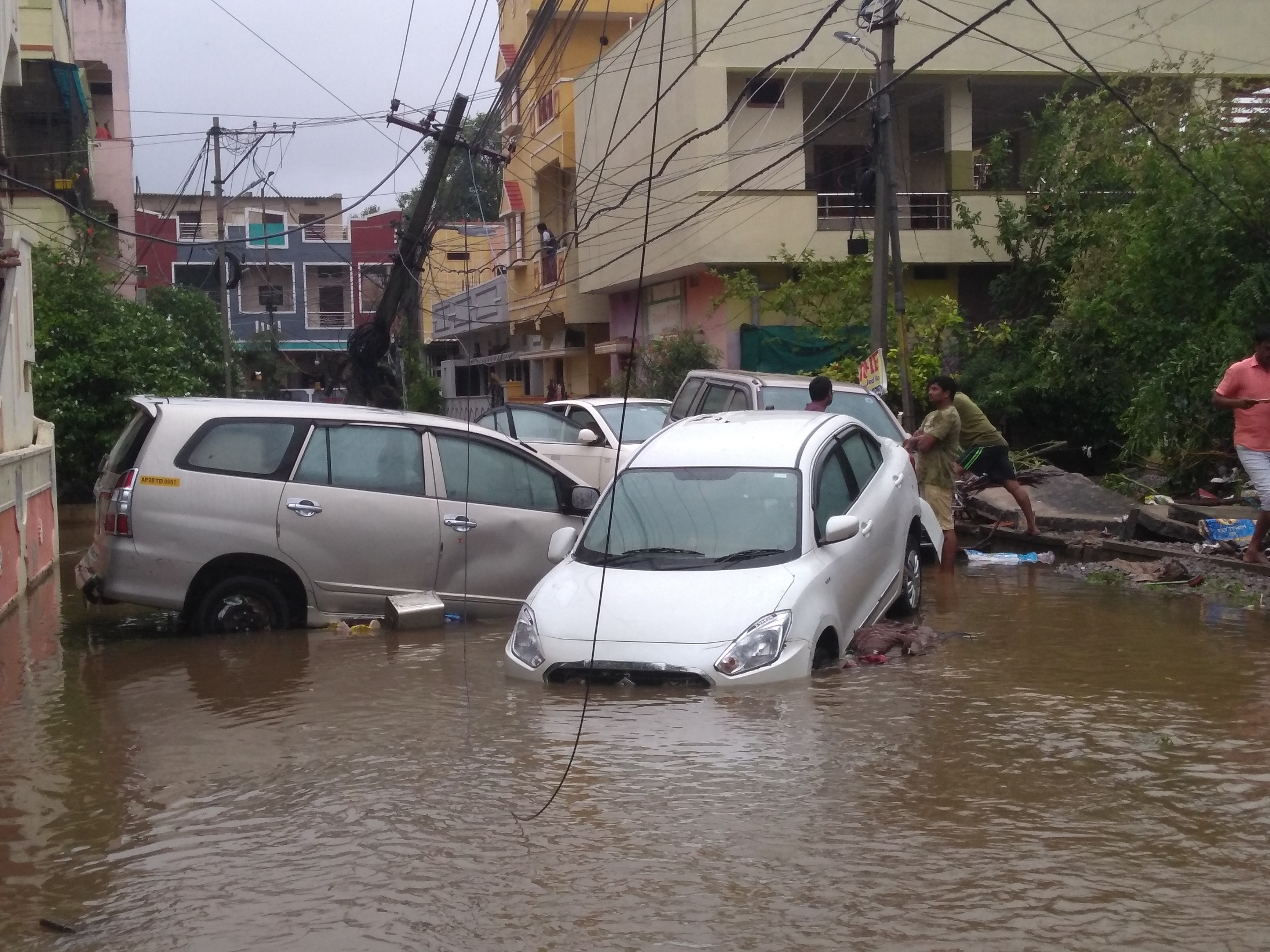
Carros submersos em uma rua inundada pelas enchentes em Haiderabade

As comportas do Himayat Sagar foram levantadas quando a água atingiu o nível máximo dos reservatórios, e o rio Musi fluiu cheio, inundando várias localidades e fluindo sobre duas pontes suspensas. Devido ao BOB 02, Pondicheri, Andra Pradexe, Telanganá, Querala, Maarastra e a costa de Carnataca sofreram fortes chuvas nos dias 12 e 13 de outubro na capital, com Haiderabade experimentando 32 cm de chuva torrencial recorde, criando inundações na cidade em 13 outubro. Duas pessoas morreram em Vijayawada e 50 pessoas morreram em diferentes partes de Telanganá, incluindo 19 em Haiderabade. Além disso, vinte e sete pessoas morreram em Maarastra. Perdas extremas de safra no norte de Carnataca, Andra Pradexe e Telanganá ocorreram devido ao sistema. O ministro-chefe de Telanganá estimou danos no valor de ₹5 000 crore (US$ 681 milhões). Em 18 de outubro, um segundo ciclone matou mais duas pessoas em Haiderabade. Mais de 37 000 famílias foram afetadas pela segunda enchente. A precipitação atingiu mais de 110 milímetros em partes de Haiderabade, com chuvas mais pesadas fora da cidade.

## Resposta do Governo
Foram destacados ao local 360 funcionários da Força Nacional de Resposta a Desastres, bem como as forças do Exército Indiano. O governo de Telanganá solicitou ao governo central que fornecesse socorro a Haiderabade e áreas adjacentes. O ministro-chefe K. Chandrashekhar Rao escreveu uma carta ao primeiro-ministro Narendra Modi buscando a liberação imediata de ₹1 350 crore, em que ₹600 crore serviriam para ajudar fazendeiros e ₹750 crore para ajudar em obras de socorro e reabilitação na área da Greater Hyderabad Municipal Corporation. Em 14 de outubro, o governo de Telanganá declarou feriado de dois dias para todos os trabalhadores não essenciais devido às inundações e instou a todos a ficarem em casa. Devido à possibilidade de uma enchente persistente, mais de 2 100 famílias foram evacuadas perto de Gurram Cheruvu. Mais de 150 mil pacotes de refeições foram distribuídos às áreas afetadas pelas enchentes. Além disso, 60 equipes com dois veículos por equipe espalharam pó clareador e hipoclorito de sódio em caves e áreas abertas para conter doenças transmitidas pela água e vetores.